# Donat (Grisons)
Donat és un municipi del cantó dels Grisons (Suïssa), situat al districte de Hinterrhein.

## Geografia

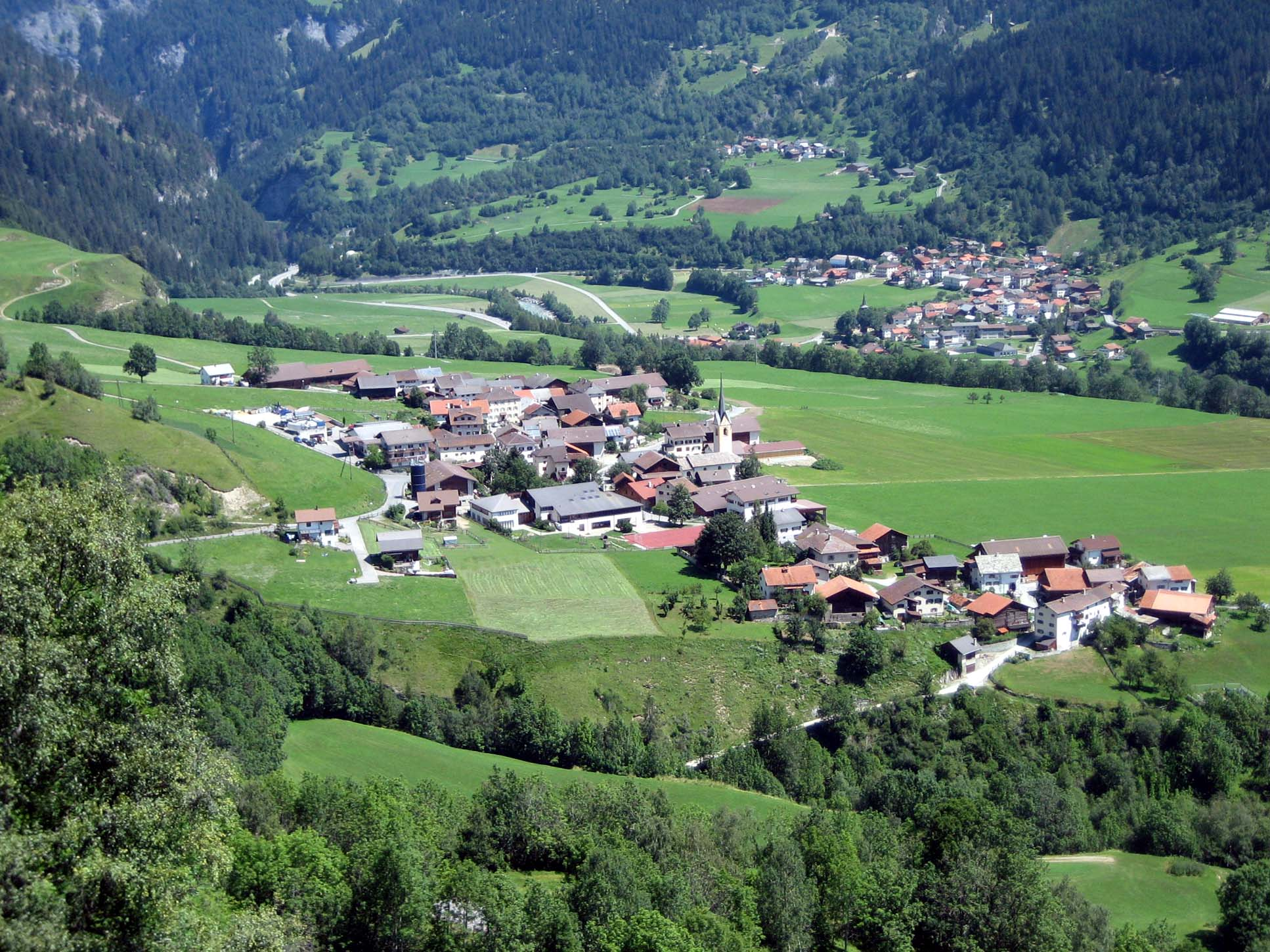
Donat Dorf

Donat té una superfície de 4,7 quilòmetres quadrats. D'aquesta superfície, el 39,9% s'utilitza amb finalitats agrícoles, mentre que el 51,9% està coberta de boscos. De la resta de la terra, el 2,6%, està urbanitzada (edificis i carreteres) i la resta (5,6%) és no productiva (rius, glaceres o muntanyes).
El municipi està situat al districte de Hinterrhein i sub-districte de Schams. L'1 de gener de 2003, els municipis de Donath i Patzer Fardün es van unir. Al mateix temps, els noms es converteixen de nou en romanx, amb Donath convertint-se en Donat, Patzer en Pazen i Fardün a Fardes. Aquest canvi es va produir quan el municipi combinat obtingué una majoria de parlants de romanx.

## Demografia
Donat té una població (a 31 de desembre de 2008) de 7141 habitants. En els últims 10 anys la població ha disminuït en una taxa del -1,3%.
L'any 2000, la distribució per sexe de la població era 43,0% homes i 57,0% dones. La distribució per edats era 20 persones o el 15,0% de la població entre 0 a 9 anys, 16 persones o 12,0% entre 10 i 14, i 7 persones o el 5,3% té entre 15 i 19. De la població adulta, 11 persones o el 8,3% de la població entre 20 a 29 anys, 21 persones o el 15,8% entre 30 i 39 de 13 persones o el 9,8% entre 40 i 49, i 13 persones o el 9,8% entre 50 i 59. La distribució de la població més gran l'any 2000 era d'11 persones o el 8,3% de la població entre 60 i 69 anys, 10 persones o el 7,5% de 70 a 79, 10 persones o el 7,5% de 80 a 89, i 1 persona o 0,8% de 90-99.
En les eleccions federals del 2007 el partit més votat fou l'(SVP) que va rebre el 52,6% dels vots. Els següents tres partits més votats foren l'SPS (25%), l'FDP (13,7%) i el CVP (7,3%).
La població suïssa en general té una bona educació. A Donat el 78,1% de la població d'edat entre 25 i 64 anys han acabat estudis no obligatoris de secundària o superiors. La taxa d'atur a Donat és del 0,1%.

## Llengües
El municipi està dividit gairebé per igual entre la població de parla romanx i la població de parla alemanya, amb predomini lleugerament romanx. L'any 2000 el 53,8% de la població parlava romanx i el 41,1% alemany i el 4,1% serbocroat.
| Llengües a Donat (unió entre Donat i Fardes) |                 |                 |                 |                 |                 |                 |
| Llengua                                      | Cens l'any 1980 | Cens l'any 1980 | Cens l'any 1990 | Cens l'any 1990 | Cens l'any 2000 | Cens l'any 2000 |
| Llengua                                      | Persones        | Percentatge     | Persones        | Percentatge     | Persones        | Percentatge     |
| Alemany                                      | 32              | 18,29%          | 50              | 29,24%          | 81              | 41,12%          |
| Romanx                                       | 141             | 80,57%          | 119             | 69,59%          | 106             | 53,81%          |
| Població                                     | 175             | 100%            | 171             | 100%            | 197             | 100%            |